# Sarah J. Maas
Sarah J. Maas, född 5 mars 1986, är en amerikansk fantasyförfattare. Hon är mest känd för sin debutserie Glastronen som först publicerades på engelska 2012 av Bloomsbury och bokserien Ett hov av taggar och rosor som publicerades 2015 också av Bloomsbury. Hennes skrivande förknippas också med romantasy-trenden.

## Biografi
Sarah J. Maas föddes 1986 i New York City, New York. År 2008 avlade Maas examen vid Hamilton College i Clinton, Oneida County, New York där hon studerade kreativt skrivande och religiösa studier. Maas är gift och bor i Pennsylvania. Hon har en son som föddes juni 2018.

### Karriär
Maas började skriva vad som skulle bli hennes debutroman, Glastronen, när hon var sexton år gammal. Efter att ha skrivit flera kapitel i romanen (då med titeln Queen of Glass) publicerade hon dem på FictionPress.com där den var en av de mest populära berättelserna på webbplatsen. Den togs senare bort från webbsidan när hon beslutade att försöka publicera romanen. Berättelsen i bokserien är baserad på Askungen med konceptet "Vad skulle hända om Askungen inte var en tjänare, utan en mördare? Och tänk om hon inte deltog i balen för att träffa prinsen utan för att döda honom istället?"
2008 började Maas skicka runt romanen till agenter tills hon hittade en som var intresserad 2009. Glastronen köptes i mars 2010 av Bloomsbury som senare köpte ytterligare två böcker i serien. Serien har publicerats i 15 länder och har översatts till 35 språk. Flera noveller som utspelar sig 2 år innan händelserna i den första romanen har också publicerats. Seriens andra bok, Midnattskronan, utnämndes till bästsäljare bland böcker för unga vuxna av New York Times. I september 2015 förvärvade Mark Gordon Company TV-rättigheter för Glastronen. Den sista boken i serien har titeln Kingdom of Ash och släpptes på engelska 23 oktober 2018.
Ett hov av taggar och rosor är Maas andra bokserie och är löst baserad på Skönheten och odjuret. Första boken i trilogin skrevs 2009 men kom inte ut förrän 2015 på engelska. Serien är på väg att bli en film.
Den 16 maj 2018 tillkännagav Maas att hon skulle publicera en tredje bokserie i fantasygenren men den här gången riktad mot vuxna. Serien kallas Crescent City och första boken har titeln House of Earth and Blood. Boken släpptes på engelska av Bloomsbury den 3 mars 2020.

### Glastronen
- The assassin's blade
- Glastronen (Throne of Glass)
- Midnattskronan (Crown of Midnight)
- Eldens arvtagare (Heir of Fire)
- Skuggornas drottning (Queen of Shadows)
- Stormarnas imperium (Empire of Storms)
- Tower of Dawn
- Kingdom of Ash

### Ett hov av taggar och rosor
- Ett hov av taggar och rosor (A Court of Thorns and Roses)
- Ett hov av dimma och vrede (A Court of Mist and Fury)
- Ett hov av vingar och undergång (A Court of Wings and Ruin)
- A Court of Frost and Starlight
- A Court of Silver Flames

#### Crescent City
- House of Earth and Blood
- House of Sky and Breath
- House of Flame and Shadow